# ريبيكا أوبراين
ريبيكا أوبراين (بالإنجليزية: Rebecca O'Brien)‏ هي منتجة أفلام بريطانية، ولدت في 1957 في لندن في المملكة المتحدة.

## وصلات خارجية
- الموقع الرسمي
- ريبيكا أوبراين على موقع IMDb (الإنجليزية)
- ريبيكا أوبراين على موقع قاعدة بيانات الفيلم (الإنجليزية)